# Saint-Romain-le-Puy
Saint-Romain-le-Puy è un comune francese di 3 583 abitanti situato nel dipartimento della Loira della regione dell'Alvernia-Rodano-Alpi.

## Società

### Evoluzione demografica
Abitanti censiti

## Amministrazione

### Gemellaggi
- Monte San Biagio